# Condado de Marion (Missouri)
O Condado de Marion é um dos 114 condados do estado americano de Missouri. A sede do condado é Palmyra, e sua maior cidade é Palmyra. O condado possui uma área de 1 150 km² (dos quais 15 km² estão cobertos por água), uma população de 28 289 habitantes, e uma densidade populacional de 25 hab/km² (segundo o censo nacional de 2000). O condado foi fundado em 1826.